# Scheme de probabilitate

## Scheme clasice de probabilitate

### Schema lui Poisson
Fie {\displaystyle A_{1},A_{2},...,A_{n}}, n evenimente independente ale unui experiment.Notăm cu {\displaystyle p_{i}(A_{i})} probabilitatea realizării evenimentului de exemplu {\displaystyle A_{i}} și {\displaystyle q_{i}(A_{i})=1-p_{i},p_{i}+q_{i}=1,i=} {\displaystyle {\overline {1,n}}\ }.
Probabilitatea realizării unui număr de „k” evenimente din cele „n”, este data de coeficientul lui {\displaystyle X_{k}} din dezvoltarea:
{\displaystyle (p_{1}X+q_{1})\cdot (p_{2}X+q_{2})\cdot ...\cdot (p_{n}X+q_{n})}
Exemplu:
Se consideră 4 urne, fiecare conținând bile albe și bile negre.În prima urnă avem 50 bile din care 10 sunt albe, iar în a doua urnă 30 bile din care 5 sunt albe, iar în a treia urnă 10 bile din care 2 sunt albe, iar în ultima urnă 25 bile din care 10 sunt albe.Care este probabilitatea ca, extrăgând din fiecare urnă o bilă, să obținem 3 bile albe.
Soluție:
Alegem următoarele evenimente independente:
{\displaystyle A_{1}:}"Bila extrasă din urna {\displaystyle U_{1}} este albă"
{\displaystyle A_{2}:}"Bila extrasă din urna {\displaystyle U_{2}} este albă"
{\displaystyle A_{3}:}"Bila extrasă din urna {\displaystyle U_{3}} este albă"
{\displaystyle A_{4}:}"Bila extrasă din urna {\displaystyle U_{4}} este albă"
{\displaystyle P_{1}(A_{1})={10 \over 50}={1 \over 5}\Rightarrow q_{1}(A_{1})={4 \over 5}}
{\displaystyle P_{2}(A_{2})={5 \over 30}={1 \over 6}\Rightarrow q_{2}(A_{2})={5 \over 6}}
{\displaystyle P_{3}(A_{3})={2 \over 10}={1 \over 5}\Rightarrow q_{3}(A_{3})={4 \over 5}}
{\displaystyle P_{4}(A_{4})={10 \over 25}={2 \over 5}\Rightarrow q_{4}(A_{4})={3 \over 5}}
probabilitatea ca,din cele 4 bile extrase,3 să fie albe,este coeficientul lui {\displaystyle X^{3}} din dezvoltarea:
{\displaystyle ({1 \over 5}X+{4 \over 5})\cdot ({1 \over 6}X+{5 \over 6})\cdot ({1 \over 5}X+{4 \over 5})\cdot ({2 \over 5}X+{3 \over 5})}
Rezultat {\displaystyle {29 \over 750}}

### Schema lui Bernoulli sau schema binomială
Fie {\displaystyle A_{1},A_{2},...,A_{n}}, n evenimente independente echiprobabile, {\displaystyle P(A_{i})=p,i=} {\displaystyle {\overline {1,n}}\ } și {\displaystyle q=1-p}
Probabilitatea realizării unui număr de k evenimente din cele n evenimente date este egală cu coeficientul lui  {\displaystyle x^{k}} din dezvoltarea binomială {\displaystyle (px+q)^{n},} adică este egală cu: {\displaystyle C_{n}^{k}p^{k}q^{n-k}}
Exemplu:
O urnă conține 10 bile ,dintre  care 3 sunt albe.se fac 25 extrageri(cu reintroducerea în urna a bilei extrase).Care este probabilitatea ca bila albă să apară de 10 ori?
Soluție:
Considerăm evenimentul {\displaystyle A_{i},}:"La extragerea {\displaystyle i} să apară bila albă", {\displaystyle i=} {\displaystyle {\overline {1,n}}\ }
Evenimentele {\displaystyle A_{i}} sunt independente și echiprobabile cu {\displaystyle p=P(A_{i})={3 \over 10}} și {\displaystyle q={7 \over 10}}
Probabilitatea este:
{\displaystyle C_{25}^{10}({3 \over 10})^{10}\cdot ({7 \over 10})^{15}}